# Amstel Gold Race femminile 2019
L'Amstel Gold Race femminile 2019, sesta edizione della corsa e valevole come settima prova dell'UCI Women's World Tour 2019 categoria 1.WWT, si svolse il 21 aprile 2019 su un percorso di 126,8 km, con partenza da Maastricht e arrivo a Berg en Terblijt, nei Paesi Bassi. La vittoria fu appannaggio della polacca Katarzyna Niewiadoma, la quale completò il percorso in 3h25'48", alla media di 36,968 km/h, precedendo le olandesi Annemiek van Vleuten e Marianne Vos.
Sul traguardo di Berg en Terblijt 49 cicliste, su 108 partite da Maastricht, portarono a termine la competizione.

## Squadre e corridori partecipanti
| N.    | Cod. | Squadra                         |
| ----- | ---- | ------------------------------- |
| 1-6   | DLT  | Boels-Dolmans Cycling Team      |
| 11-16 | ALE  | ALÉ-Cipollini                   |
| 21-26 | BIG  | Bigla                           |
| 31-36 | CSR  | Canyon-SRAM Racing              |
| 41-46 | CCC  | CCC-Liv                         |
| 51-56 | DVE  | Doltcini-Van Eyck Sport         |
| 61-66 | FDJ  | FDJ Nouv. Aquitaine Futuroscope |
| 71-76 | HMT  | Health Mate-Cyclelive Team      |
| 81-86 | LSL  | Lotto Soudal Ladies             |

| N.      | Cod. | Squadra                    |
| ------- | ---- | -------------------------- |
| 91-96   | MTS  | Mitchelton-Scott           |
| 101-106 | MOV  | Movistar Team Women        |
| 111-116 | PHV  | Parkhotel Valkenburg       |
| 121-126 | SUN  | Team Sunweb                |
| 131-136 | TIB  | Team Tibco-SVB             |
| 141-146 | TVC  | Team Virtu Cycling         |
| 151-156 | TFS  | Trek-Segafredo             |
| 161-166 | VAL  | Valcar Cylance Cycling     |
| 171-176 | WNT  | WNT-Rotor Pro Cycling Team |

## Ordine d'arrivo (Top 10)
| Pos. | Corridore             | Squadra       | Tempo    |
| ---- | --------------------- | ------------- | -------- |
| 1    | Katarz. Niewiadoma    | Canyon        | 3h25'48" |
| 2    | Annem. van Vleuten    | Mitchelton    | s.t.     |
| 3    | Marianne Vos          | CCC           | a 10"    |
| 4    | Annika Langvad        | Boels         | s.t.     |
| 5    | Soraya Paladin        | ALÉ-Cipollini | s.t.     |
| 6    | Cecilie Uttrup Ludwig | Bigla         | s.t.     |
| 7    | Demi Vollering        | Parkhotel     | s.t.     |
| 8    | Marta Bastianelli     | Team Virtu    | a 30"    |
| 9    | Alison Jackson        | Tibco-SVB     | s.t.     |
| 10   | Elisa Balsamo         | Valcar        | s.t.     |